# Apizaco (stad)
Apizaco  (Nahuatl: Apitzauhco) is een stad in de Mexicaanse deelstaat Tlaxcala. Apizaco heeft 49.459 inwoners (census 2005) en is de hoofdplaats van de gemeente Apizaco.
Apizaco ontstond in 1860 als spoorwegstation aan de spoorlijn van Mexico-Stad naar Veracruz. In de stad is de Technologische Universiteit van Apizaco gevestigd.